# Cebuella pygmaea
Khỉ đuôi sóc lùn hay còn gọi là Pygmy Marmoset hay khỉ Marmoset lùn (Danh pháp khoa học: Cebuella pygmaea) là một loài khỉ đuôi sóc trong họ Callitrichidae sống tại khu rừng rậm Amazon của Nam Mỹ. Chúng thuộc về chi Cebuella và đây cũng là chi đơn loài. Đây là loài khỉ độc đáo, chúng được biết đến là loài khỉ nhỏ nhất thế giới, loài khỉ có khả năng giao tiếp với nhau có trật tự như con người và là một trong những loài thú nuôi độc lạ được săn lùng.

## Đặc điểm
Loài khỉ Marmoset lùn này sống tại châu Mỹ. Pygmy Marmoset là loài khỉ bé nhất thế giới. Loài khỉ này còn được gọi là khỉ lùn, thuộc bộ linh trưởng nhỏ bé nhất, có chiều dài khoảng 6 cm. Loài khỉ dễ thương này chỉ nặng khoảng 120-140 gram khi trưởng thành, với chiều dài cơ thể không kể đuôi rơi vào tầm 11–15 cm. Trong môi trường tự nhiên Marmosets pygmy di chuyển rất nhanh nhẹn, vì thế rất khó để có thể bắt gặp được loại khỉ này.
Loài này có hai phân loài:
- Cebuella pygmaea pygmaea – Khỉ đuôi sóc lùn miền Bắc hay miền Tây
- Cebuella pygmaea niveiventris – Khỉ đuôi sóc lùn miền Đông

## Giao tiếp
Loài khỉ này được cho có những cử chỉ, hành động giống với loài người nhất trong giới động vật, chúng có một đặc tính giao tiếp vô cùng độc đáo. Chúng biết phân chia lượt nói để tránh chen ngang, cướp lời. Đặc tính này đậm chất giao tiếp của con người, chúng luôn thân thiện, hoạt ngôn. Việc trò chuyện theo lượt đã giúp cho loài khỉ này có thể lĩnh hội được các thông tin một cách đầy đủ nhất, đặc biệt là trong những khu rừng kém yên tĩnh. Chúng có thể duy trì các cuộc trò chuyện kéo dài tới 30 phút và điều này không chỉ diễn ra giữa những con vốn thân quen với nhau mà còn giữa chú khỉ xa lạ. 

## Thí nghiệm

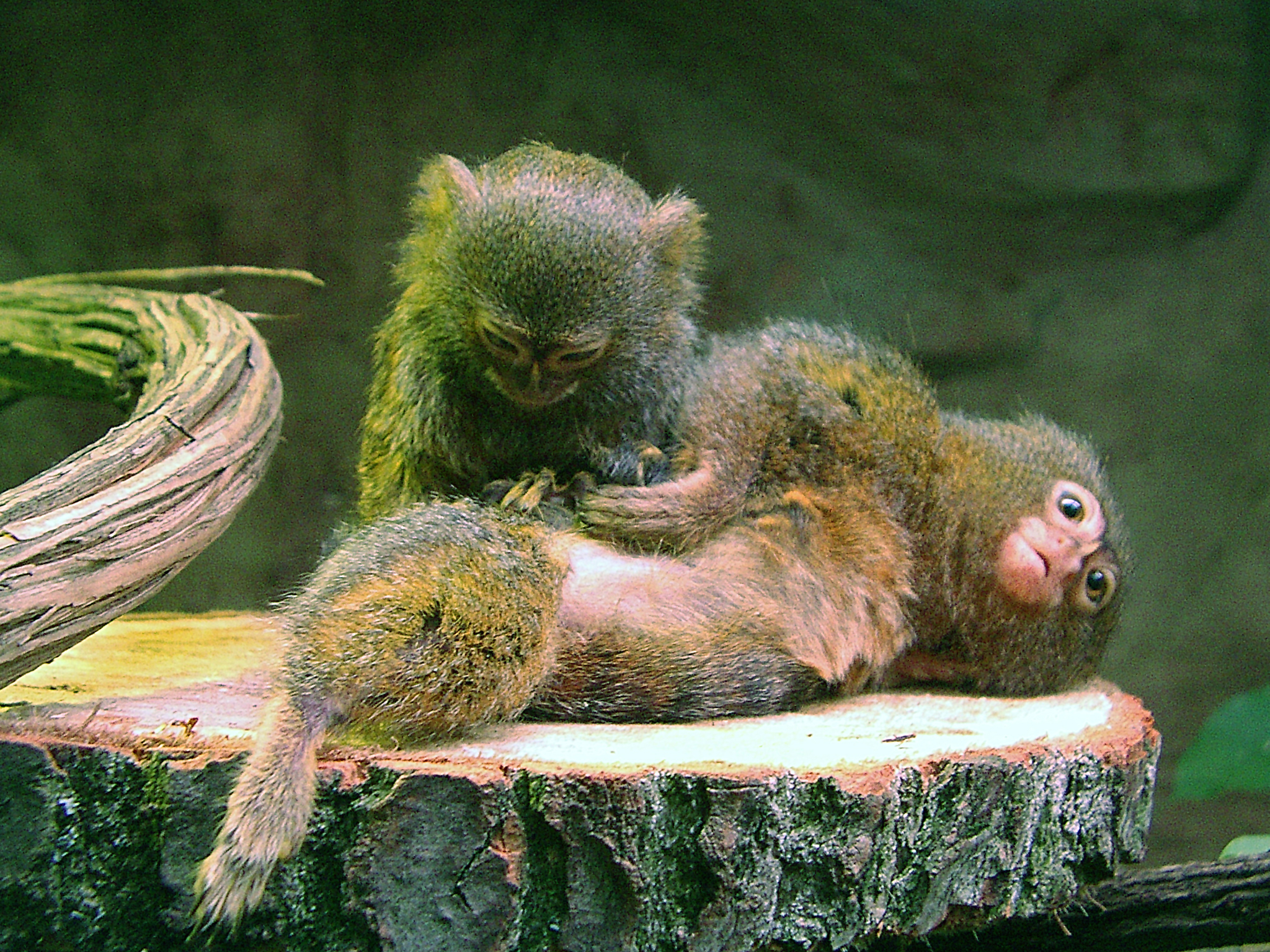
Hai con khỉ lùn đang giao tiếp với nhau

Có thí nghiệm để khỉ Marmoset ngồi ở những góc phòng đối diện nhau và ngăn cách chúng bằng một rào chắn. Tấm rào chắn này khiến cho lũ khỉ không thể nhìn thấy nhau, nhưng vẫn nghe được rõ ràng âm thanh phát ra từ con đối diện. Khi đó, khỉ Marmoset đã liên lạc với nhau bằng cách gọi "phee" tên gọi riêng cho cách giao tiếp của Marmoset, ám chỉ một kiểu huýt sáo thật lớn và được sử dụng ở khoảng cách xa. Khi con khỉ thứ nhất cất tiếng gọi đồng loại của mình, con khỉ khác sẽ đợi khoảng 5 giây rồi mới trả lời. Và nếu một con khỉ Marmoset tăng hoặc giảm tốc độ nói, các con còn lại cũng sẽ tự điều chỉnh để thống nhất trong cuộc trò chuyện.
Khỉ Marmoset tuân thủ theo những luật lệ riêng trong quá trình trò chuyện. Trong quá trình trò chuyện, khỉ Marmoset thường trao đổi các thông tin liên quan tới giới tính, đặc điểm dễ nhận dạng của bản thân vài nét về nhóm, đàn mình sinh sống. Chính việc trò chuyện theo lượt đã giúp cho loài khỉ này có thể tiếp nhận các thông tin một cách đầy đủ nhất, đặc biệt là trong những khu rừng kém yên tĩnh. Đối với khỉ Marmoset, việc này mang lại rất nhiều lợi ích. Nếu một con khỉ bị tách khỏi nhóm quen thuộc hàng ngày và tham gia vào một đàn khỉ mới, việc giữ lượt khi trò chuyện là rất tiện ích bởi những con khác biết con khỉ mới nhập đàn này là một kẻ biết lắng nghe, hơn.

## Thú cưng

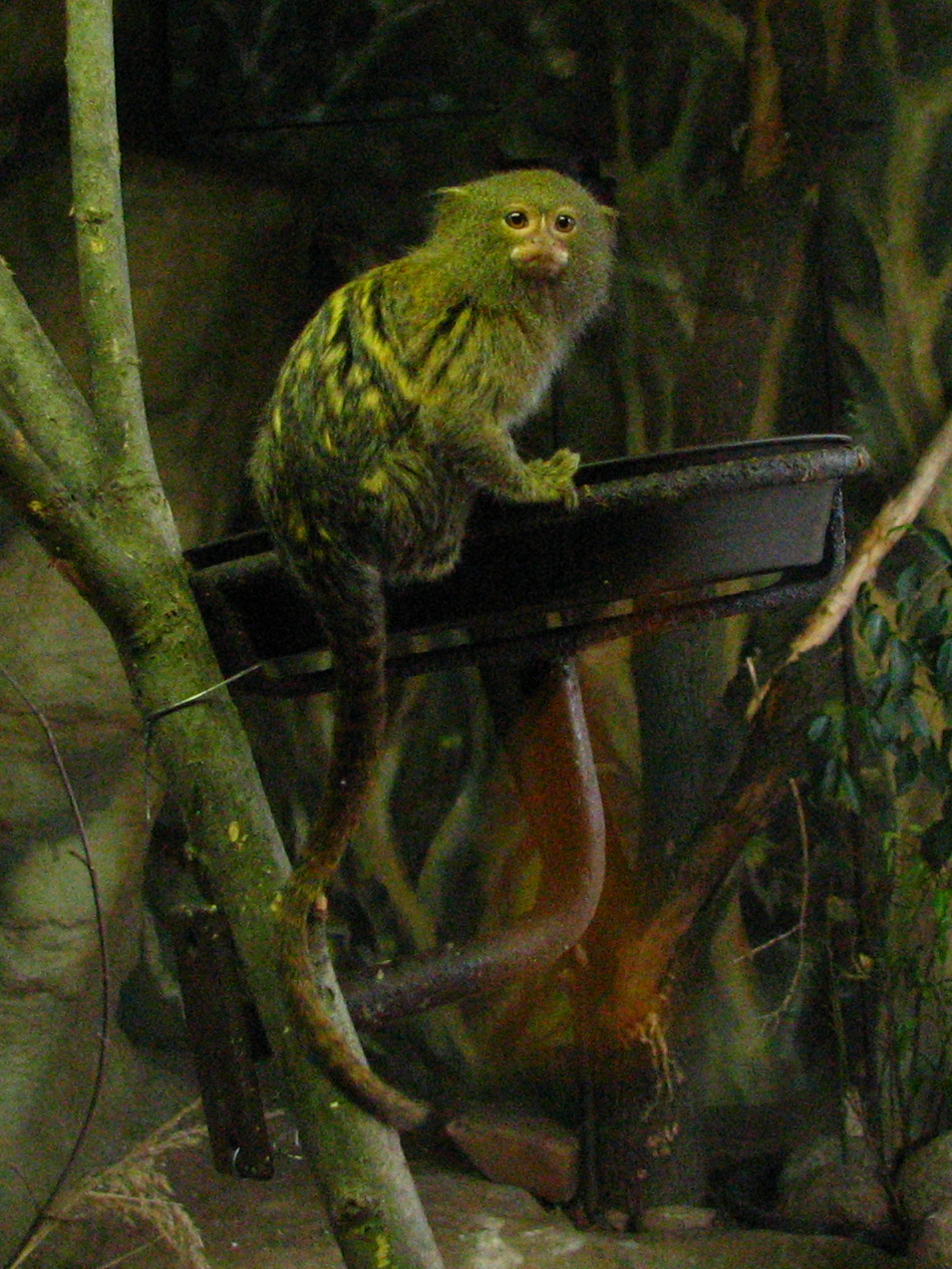
Khỉ đuôi sóc làm cảnh

Được xem là loài khỉ tí hon trên thế giới, Marmosets pygmy đang được chọn làm loại thú cưng đối với con người cũng bởi khả năng dễ thuần hóa của chúng. Ở Trung Quốc, rộ lên thú chơi khỉ siêu nhỏ Marmosets pygmy đang trở thành mốt trong giới trẻ, với tên gọi tiểu Tôn Ngộ Không, Dù giá thành của những chú khỉ này không hề rẻ nhưng vẫn có không ít người sẵn sàng bỏ ra một khoản tiền để được sở hữu. Phong trào này cũng xuất hiện ở một số giới ở Việt Nam.
Nhu cầu nuôi khỉ Marmosets pygmy đang lên cao mà những chú khỉ trong tự nhiên đã bị bắt khá nhiều, thậm chí có những trang trại đã cố gắng nhân giống khỉ này để phục vụ cho việc thương mại hóa. Thế nhưng tỷ lệ thành công trong việc nhân giống Marmosets pygmy vẫn chưa cao vì thế loài khỉ này vẫn đang phải đối mặt với nguy bị mất tự do khi bị bắt và trở thành vật nuôi.